# 佐藤康
佐藤 康（さとう こう、1999年5月10日 - ）は、ジャパンラグビーリーグワンリコーブラックラムズ東京に所属するラグビー選手。

## プロフィール
- 新潟県新潟市出身。
- ポジションはフッカー(HO)。
- 身長 169 cm、体重 96 kg
- ニックネームはこー。

## 略歴
2018年、天理高校卒業後、天理大学に入学。
2021年、天理大学ラグビー部の主将に就任。
2022年、天理大学卒業後、リコーブラックラムズ東京に加入。
2023年2月18日に行われたJAPAN RUGBY LEAGUE ONE第1節東京サンゴリアス戦にて途中出場でリーグワン公式戦初出場を果たした。